# Broms skola

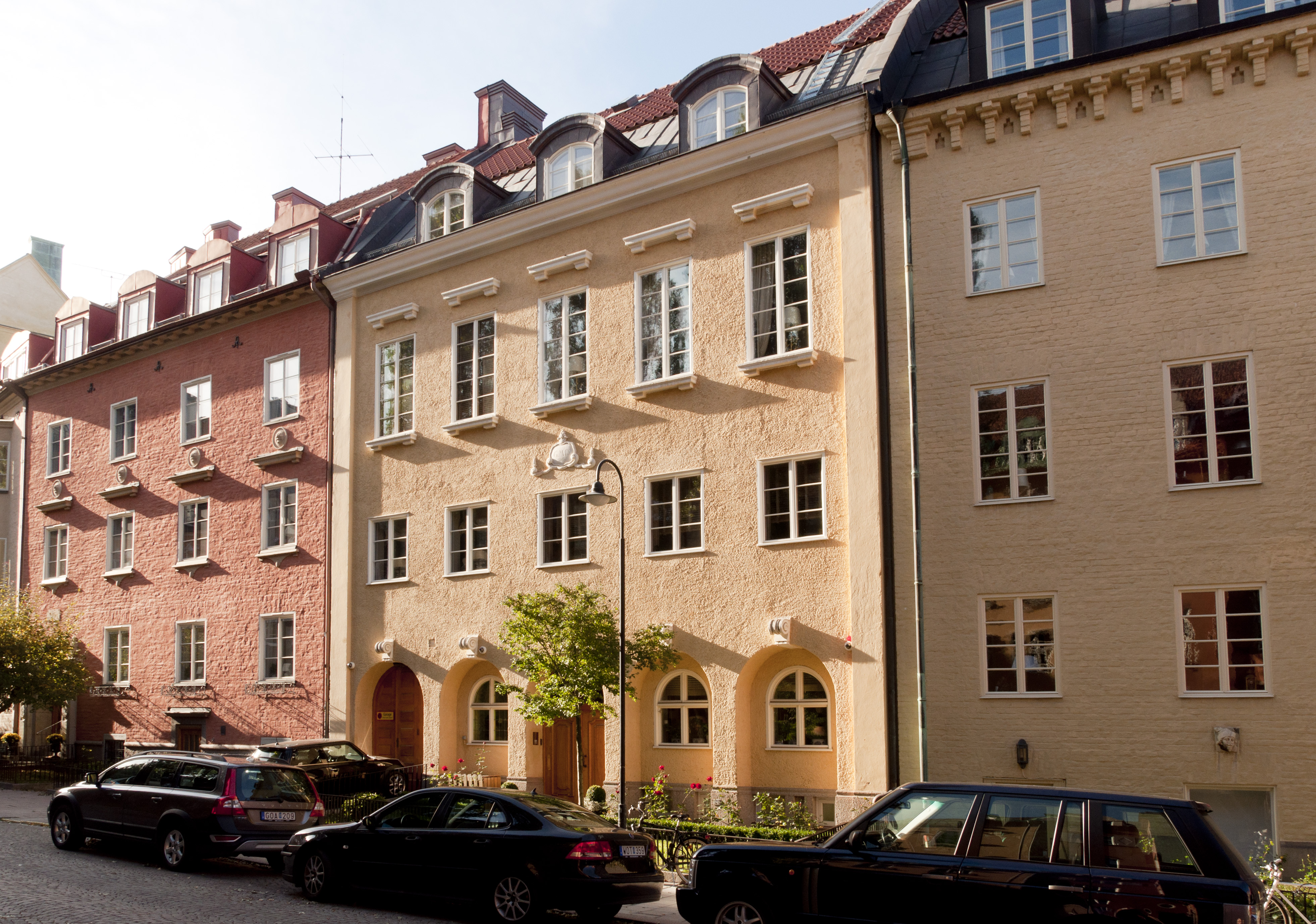
Tysta gatan 7

Broms skola, egentligen Anna Dam Broms Förberedande Skola för Gossar och Flickor, var en privatskola på Östermalm i Stockholm som drevs av lärarinnan Anna Dam Broms.
Skolan hette från början Broms-Ullmans skola, då den grundades 1933. Från 1936 blev det enbart Broms skola, då hon tog över hela ägandeskapet och ägde skolan fram till 1969, året innan hon dog 76 år gammal.
Fram till 1955 låg skolan på Sturegatan 22 och hade fyra klasser, så kallat förberedande skola. Därefter hade skolan sex klasser i årskurserna 1–6. Skolan hade fram till 1962 lokaler på Tysta Gatan 7 och därefter på Brahegatan 22. 
Anna Broms skall ha hållit skolan i ett fast och personligt grepp, med en disciplin som redan då ansågs gammaldags, såsom "fosterlandets kärlek och religiositet". Broms undervisade själv i rättskrivning, med konsekvent metodik och dagliga diktamina. Stor betydelse gavs personligt gott uppträdande och integritet grundad i protestantisk kristendom hos eleverna.  
Bland före detta elever finns bland annat Carl XVI Gustaf, som började där i första klass 8 september 1953. Kronprinsen gick på skolan i sex år.
År 1970 drog myndigheterna in tillståndet för Broms skola.